# Alfredo Landa
Alfredo Landa Areta (Pamplona, Navarra, 3 de março de 1933 — 9 de maio de 2013) foi um ator espanhol.

## Filmografia

### Cinema
- 1957: El puente de la paz, de Rafael J. Salvia
- 1962: Atraco a las tres, de José María Forqué.
- 1963
  - La verbena de la Paloma, de José Luis Sáenz de Heredia.
  - El verdugo, de Luis García Berlanga.
  - Se vive una sola vez, de Arturo González.
- 1964
  - La niña de luto, de Manuel Summers.
  - Casi un caballero, de José María Forqué.
  - Llegaron los marcianos, de Castellano y Pipolo.
  - Nobleza baturra, de Juan de Orduña.
- 1965
  - Historias de la televisión, de José Luis Sáenz de Heredia.
  - Whisky y vodka, de Fernando Palacios.
  - Ninette y un señor de Murcia, de Fernando Fernán Gómez.
  - La ciudad no es para mí, de Pedro Lazaga.
  - Hoy como ayer, de Mariano Ozores.
  - Nuevo en esta plaza, de Pedro Lazaga.
  - De cuerpo presente, de Antonio Eceiza.
- 1966
  - El arte de no casarse, de Jorge Feliú y J. M. Font Espina
  - El arte de casarse, de Jorge Feliú y J. M. Font Espina
  - Las viudas (episodio), de José María Forqué.
  - Amor a la española, de Fernando Merino.
  - Los guardiamarinas, de Pedro Lazaga.
  - ¿Qué hacemos con los hijos?, de Pedro Lazaga.
  - Las cicatrices, de Pedro Lazaga.
  - Despedida de casada, de Juan de Orduña.
- 1967
  - Crónica de nueve meses, de Mariano Ozores.
  - Pero ¿en qué país vivimos?, de José Luis Sáenz de Heredia.
  - Las que tienen que servir, de José María Forqué.
  - Novios 68, de Pedro Lazaga.
  - Cuarenta grados a la sombra, de Mariano Ozores.
  - Un diablo bajo la almohada, de José María Forqué.
  - Los subdesarrollados, de Fernando Merino.
  - Los que tocan el piano, de Javier Aguirre.
  - No somos de piedra, de Manuel Summers.
- 1968
  - La dinamita está servida, de Fernando Merino.
  - Una vez al año ser hippy no hace daño, de Javier Aguirre.
  - ¿Por qué te engaña tu marido?, de Manuel Summers.
- 1969
  - No disponible, de Pedro Mario Herrero.
  - Las leandras, de Eugenio Martín.
  - Cuatro noches de boda, de Mariano Ozores.
  - Soltera y madre en la vida, de Javier Aguirre.
  - El alma se serena, de José Luis Sáenz de Heredia.
- 1970
  - La decente, de José Luis Sáenz de Heredia.
  - Cateto a babor, de Ramón Fernández.
  - No desearás al vecino del quinto, de Ramón Fernández.
  - El diablo cojuelo, de Ramón Fernández.
  - Vente a Alemania, Pepe, de Pedro Lazaga.
  - Si estás muerto, ¿por qué bailas?, de Pedro Mario Herrero.
  - Préstame quince días, de Fernando Merino.
- 1971
  - Aunque la hormona se vista de seda, de Vicente Escrivá.
  - No desearás la mujer del vecino, de Fernando Merino.
  - Los días de Cabirio, de Fernando Merino.
  - Vente a ligar al Oeste, de Pedro Lazaga.
  - Simón, contamos contigo, de Ramón Fernández.
  - No firmes más letras, cielo, de Pedro Lazaga.
  - Los novios de mi mujer, de Ramón Fernández.
- 1972
  - Guapo heredero busca esposa, de Luis María Delgado
  - París bien vale una moza, de Pedro Lazaga.
  - Pisito de solteras, de Fernando Merino.
- 1973
  - Las estrellas están verdes, de Pedro Lazaga.
  - Manolo la nuit, de Mariano Ozores.
  - Jenaro, el de los catorce, de Mariano Ozores.
  - Un curita cañón, de Luis María Delgado.
  - El reprimido, de Mariano Ozores.
- 1974
  - Dormir y ligar todo es empezar, de Mariano Ozores.
  - Las obsesiones de Armando, de Luis María Delgado.
  - Fin de semana al desnudo, de Mariano Ozores.
  - Celedonio y yo somos así, de Mariano Ozores.
  - Cuando el cuerno suena, de Luis M. Delgado.
- 1975
  - Solo ante el streaking, de José Luis Sáenz de Heredia.
  - Los pecados de una chica casi decente, de Mariano Ozores.
  - Tío ¿de verdad vienen de París?, de Mariano Ozores.
  - Esclava te doy, de Eugenio Martín.
  - Mayordomo para todo, de Mariano Ozores.
- 1976
  - Alcalde por elección, de Mariano Ozores.
  - El puente, de Juan Antonio Bardem.
- 1977
  - Borrasca, de Miguel Ángel Rivas.
- 1978
  - Historia de S, de Francisco Lara Polop.
  - El rediezcubrimiento de México, de Fernando Cortés.
- 1979
  - Las verdes praderas, de José Luis Garci.
  - Paco el seguro, de Didier Haudepin.
  - El alcalde y la política, de Luis María Delgado.
  - Polvos mágicos, de José Ramón Larraz.
- 1980
  - El canto de la cigarra, de José María Forqué.
  - Préstame a tu mujer, de Jesús Yagüe.
  - El poderoso influjo de la luna, de Antonio del Real.
  - Forja de amigos, de Tito Davison.
- 1981
  - El crack, de José Luis Garci.
  - Profesor Eroticus, de Luis María Delgado.
  - La próxima estación, de Antonio Mercero.
- 1982
  - Piernas cruzadas, de Rafael Villaseñor.
  - Un Rolls para Hipólito, de Juan Bosch Palau.
- 1983
  - El crack II, de José Luis Garci.
  - Las autonosuyas, de Rafael Gil.
- 1984
  - Los santos inocentes, de Mario Camus.
  - Una rosa al viento, de Miguel Iglesias.
- 1985
  - Los paraísos perdidos, de Basilio Martín Patino.
  - La vaquilla, de Luis García Berlanga.
- 1986
  - Bandera negra, de Pedro Olea.
  - Tata mía, de José Luis Borau.
- 1987
  - Biba la banda, de Ricardo Palacios.
  - El pecador impecable, de Augusto M. Torres.
  - El bosque animado, de José Luis Cuerda.
- 1988: Sinatra, de Francesc Betriu.
- 1989
  - El río que nos lleva, de Antonio del Real.
  - Bazar Viena, de Amalio Cuevas.
- 1991: Marcelino, pan y vino, de Luigi Comencini.
- 1992
  - Aquí el que no corre, vuela, de Ramón Fernández.
  - La marrana, de José Luis Cuerda.
- 1994
  - Canción de cuna, de José Luis Garci.
  - Por fin solos de Antonio del Real.
- 1995: El rey del río, de Manuel Gutiérrez Aragón.
- 1996: Los Porretas, de Carlos Suárez.
- 2000: El árbol del penitente, de José María Borrell.
- 2002
  - Historia de un beso, de José Luis Garci.
  - El refugio del mal, de Félix Cábez.
- 2003
  - La luz prodigiosa, de Miguel Hermoso.
  - El oro de Moscú, de Jesús Bonilla.
- 2004: Tiovivo c. 1950, de José Luis Garci
- 2007
  - Luz de domingo, de José Luis Garci.
  - El Arca de Noé, de Juan Pablo Buscarini (voz, como Dios).[2]

### Televisão
- Gran Teatro (1962) - 1 episódio
- El hombre, ese desconocido (1963) - 1 episódio
- Confidencias (1963-1965) - 8 episódios
- Primera fila (1964-1965) - 3 episódios
- Escuela de maridos (1964) - 2 episódios
- Estudio 1 (1965-1966) - 3 episódios
- El tercer rombo (1966) - 1 episódio
- Tiempo y hora (1966-1967) - 12 episódios
- Ninette y un señor de Murcia (serie de televisão) (1984) - 3 episódios
- Tristeza de amor (1986) - 13 episódios
- Media naranja (1986) - 1 episódio
- El Quijote de Miguel de Cervantes (1991) - 5 episódios
- Lleno, por favor (1993) - 13 episódios
- Por fin solos (1995) - 11 episódios
- En plena forma (1997) - 6 episódios
- Los Serrano (2003) - 3 episódios